# العلاقات الإماراتية الغينية
العلاقات الإماراتية الغينية هي العلاقات الثنائية التي تجمع بين الإمارات العربية المتحدة وغينيا.

## مقارنة بين البلدين
هذه مقارنة عامة ومرجعية للدولتين:
| وجه المقارنة                                              | الإمارات العربية المتحدة | غينيا       |
| --------------------------------------------------------- | ------------------------ | ----------- |
| المساحة (كم2)                                             | 83.60 ألف                | 245.86 ألف  |
| عدد السكان (نسمة)                                         | 9.40 مليون               | 12.72 مليون |
| الكثافة السكانية (ن./كم²)                                 | 112.44                   | 51.74       |
| العاصمة                                                   | أبو ظبي                  | كوناكري     |
| اللغة الرسمية                                             | اللغة العربية            | لغة فرنسية  |
| العملة                                                    | درهم إماراتي             | فرنك غيني   |
| الناتج المحلي الإجمالي (بليون دولار)                      | 382.58 مليار             | 10.50 مليار |
| الناتج المحلي الإجمالي (تعادل القوة الشرائية) بليون دولار | 640.72 مليار             | 15.24 مليار |
| الناتج المحلي الإجمالي الاسمي للفرد دولار أمريكي          | 40.44 ألف                | 531         |
| الناتج المحلي الإجمالي للفرد دولار أمريكي                 | 67.67 ألف                | 1.22 ألف    |
| مؤشر التنمية البشرية                                      | 0.835                    | 0.411       |
| رمز المكالمات الدولي                                      | +971                     | +224        |
| رمز الإنترنت                                              | .ae، .امارات             | .gn         |
| المنطقة الزمنية                                           | ت ع م+04:00              | 00          |

## منظمات دولية مشتركة
يشترك البلدان في عضوية مجموعة من المنظمات الدولية، منها:
| علم المنظمة | اسم المنظمة                               | تاريخ انضمام الإمارات العربية المتحدة | تاريخ انضمام غينيا |
| ----------- | ----------------------------------------- | ------------------------------------- | ------------------ |
|             | مؤسسة التنمية الدولية                     | 23 ديسمبر 1981                        | 26 سبتمبر 1969     |
|             | يونسكو                                    | 20 أبريل 1972                         | 2 فبراير 1960      |
|             | وكالة ضمان الاستثمار متعدد الأطراف        | 20 أكتوبر 1993                        | 5 أكتوبر 1995      |
|             | الأمم المتحدة                             | 9 ديسمبر 1971                         | 12 ديسمبر 1958     |
|             | الفريق المعني برصد الأرض                  | ?                                     | ?                  |
|             | الاتحاد البريدي العالمي                   | ?                                     | ?                  |
|             | البنك الدولي للإنشاء والتعمير             | 22 سبتمبر 1972                        | 28 سبتمبر 1963     |
|             | منظمة التعاون الإسلامي                    | ?                                     | ?                  |
|             | منظمة حظر الأسلحة الكيميائية              | ?                                     | ?                  |
|             | مؤسسة التمويل الدولية                     | 30 سبتمبر 1977                        | 22 أكتوبر 1982     |
|             | المركز الدولي لتسوية المنازعات الاستشارية | 22 يناير 1982                         | 4 ديسمبر 1968      |
|             | منظمة التجارة العالمية                    | ?                                     | 25 أكتوبر 1995     |
|             | منظمة الشرطة الجنائية الدولية             | ?                                     | ?                  |
|             | البنك الإفريقي للتنمية                    | ?                                     | ?                  |

## وصلات خارجية
- موقع وزارة الخارجية الإماراتية